# Palazzo Scotti
Palazzo Scotti è un edificio del centro storico di Treviso.

## Storia
L'attuale palazzo Scotti sorge in luogo, ed in parte ingloba gli antichi edifici di origine medievale nei quali la nobile famiglia risiedeva già da secoli. 
Fu edificato su progetto di Ottavio Scotti nella prima metà del Settecento.
La collezione d'armi, la pinacoteca e la vasta raccolta di reperti archeologici ospitate nelle sale del palazzo ai tempi del conte Ottavio andarono disperse con l'estinguersi della famiglia e la cessione dell'edificio.
Il corpo centrale, sede del comando del XIV corpo d'armata durante la seconda guerra mondiale, si salvò fortunosamente dal bombardamento del 7 aprile 1944. 
Andarono invece distrutti un'ala e il cortile che ha lasciato il posto a via Toniolo.
Il palazzo fu quindi sede dell'archivio Comunale, dell'Istituto Tecnico provinciale “Riccati”, dell'Ente provinciale per il turismo (poi APT - Azienda di promozione turistica) e dell'assessorato alla cultura del Comune di Treviso. 
L'ampio salone a piano terra ha per anni ospitato mostre fotografiche, di dipinti, sculture e moda.
Il 18 marzo 2007, in occasione del centenario della nascita di Giuseppe Mazzotti, promotore del restauro postbellico del palazzo ed in seguito direttore dell'APT, l'artista trevigiano Mario Martinelli ha offerto un'opera oggi installata sulla facciata in via Toniolo.

## Descrizione

### Esterno
La facciata principale, rimasta incompiuta, dà su via Sant'Andrea.
Il prospetto su via Toniolo rivela l'antica origine medievale del palazzo: sono ancora visibili infatti i resti di tre arcate gotiche in mattoni. Su questo lato è stata collocata la sagoma, o «ombra», di Giuseppe Mazzotti, opera di Martinelli.

### Interno
Una scala a due rampe con parapetto in stile barocco dà accesso al piano nobile.
Il primo ambiente, un'anticamera al più vasto salone, è riccamente decorato con stucchi di notevole pregio e da una statua di un cortigiano abbigliato con gli abiti dei "paggi Onigo".
Nell'ambiente principale, due colonne in marmo con capitelli ionici in legno dipinto creano un vestibolo al salone. 
Le pareti sono adornate da tele incorniciate a stucco, raffiguranti soggetti classici e della mitologia, come, ad esempio, la continenza di Scipione, e scene bibliche come il ritorno del figliol prodigo.
In luogo del consueto ballatoio, presente nei saloni dei coevi palazzi Giacomelli e Spineda, un decoratissimo attico decorato a stucco con un corteo di figure abbigliate secondo il gusto classico, poggianti su di una cornice lignea di notevoli dimensioni.
I soffitti del piano nobile sono decorati con scene di storia romana, mentre sulle pareti delle stanze minori ritornano elementi a stucco (festoni con fiori, frutta ed uccelli) di pregevole fattura, come i ricchi sovrapporta.